# Bisdom Laon

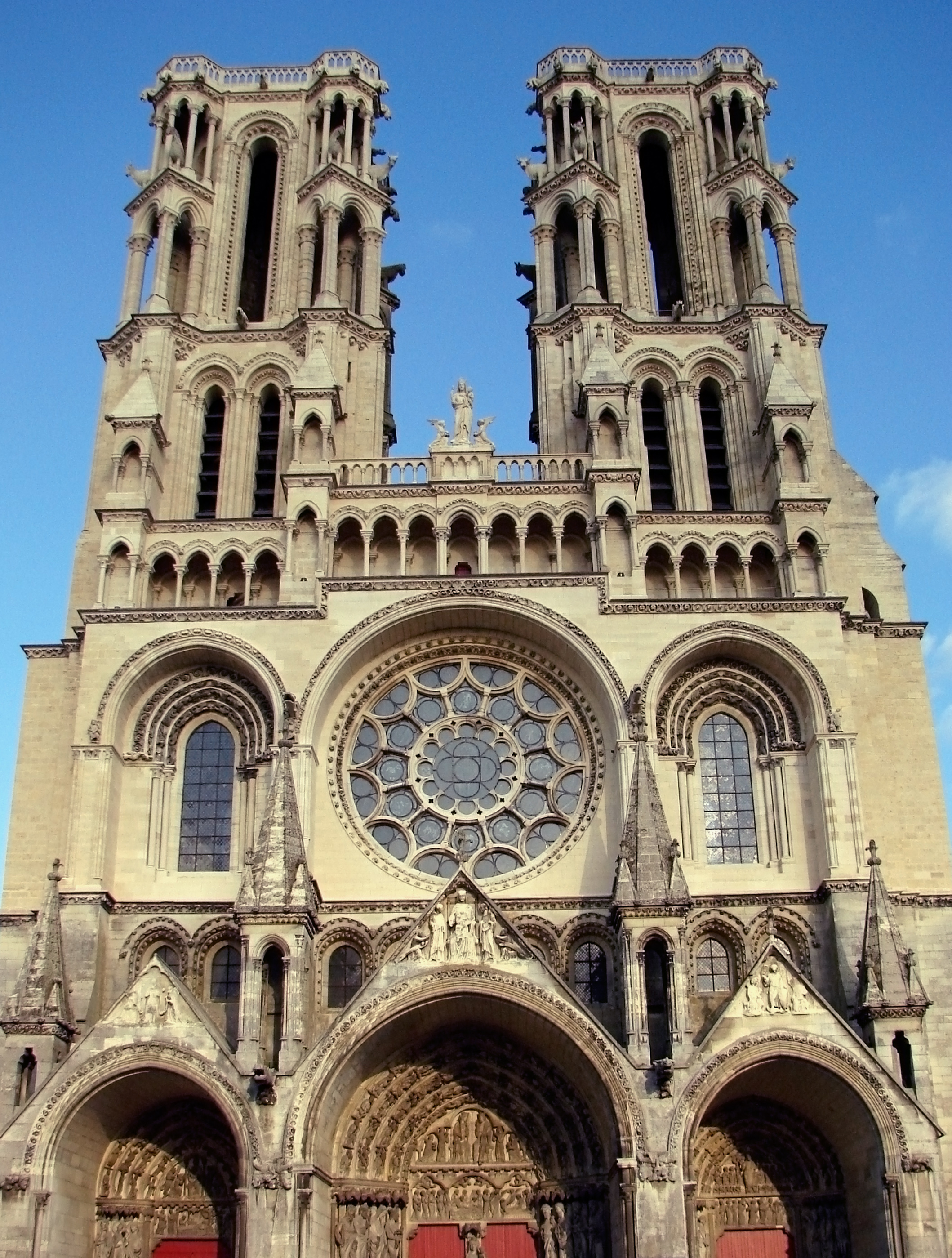
De Kathedraal van Laon

Het bisdom Laon (Latijn: Dioecesis Laudunensis) was een rooms-katholiek bisdom in Frankrijk. Het bisdom bestond ongeveer 1300 jaar, van de laatste jaren van de 5e eeuw tot het einde van de 18e eeuw tijdens de Franse Revolutie. Vanaf vroeg in de 13e eeuw was de bisschop van Laon een van de pair van Frankrijk.

## Geschiedenis
Het bisdom van Laon werd gekerstend door Sint Beatus; wanneer precies is niet helemaal bekend; het bisdom werd in 487 gesticht door Sint-Remigius, die het bisdom afsplitste van het aartsbisdom Reims. Sint-Remigius maakte zijn neef Sint-Genebaldus de eerste bisschop van Laon. 

### Bisschoppen tot het jaar 1000
- Genebaldus (Genebaud I. of Guénebauld) (499-†550)
- Latro (550-570)
- Gondulphus
- Elinand I. of Ebreling
- Robert I
- Cagnoald (627-†638)
- Attole of Attila
- Vulfadus
- Serulphus († 681)
- Peregrin
- Madalgaire (ca. 682)
- Liutwin
- Sigoald
- Bertifrid
- Madelvin
- Genebald(us) II (ca. 744)
- Bernicon (ca. 766)
- Gerfrid (774-799)
- Wenilon I. of Ganelon (800-813)
- Wenilon II
- Egilo
- Ranfrid
- Sigebod
- Ostroald
- Simon († 847)
- Pardulus (847-†857)
- Hincmar de jongere (857-876, of 858-871)
- Hedenulphus (876-???)
- Didon (886-895)
- Rudolf († 921)
- Adelelm of Alleaume (921-930)
- Gosbert († 932)
- Ingramme († 936)
- Raoul (936-†949)
- Roricon (949-976), onwettige zoon van Karel de Eenvoudige
- Adalbero van Laon (977-† 1030) (van de Wigeriden)